# Liolaemus quilmes
Liolaemus quilmes este o specie de șopârle din genul Liolaemus, familia Tropiduridae, descrisă de Etheridge 1993. Conform Catalogue of Life specia Liolaemus quilmes nu are subspecii cunoscute.